# 末近光久
末近 光久（せちか みつひさ）は、安土桃山時代の武将。小早川隆景の家臣で、父は末近信賀。苗字の読みは「すえちか」とも。

## 生涯
小早川氏家臣の末近信賀の子として生まれ、父同様に小早川隆景に仕えた。
天正10年（1582年）の備中高松城の戦いで、清水宗治、清水月清入道、難波宗忠と共に父・信賀が切腹したため、末近氏の家督を相続する。同年6月18日に隆景は光久へ書状を送って信賀の切腹を都鄙に隠れなき名誉であると賞賛し、信賀の忠義を忘れないと述べている。
しかし、光久もその後早くに死去したようで、隆景が光久の子である吉通（宮寿丸）と宗次（弟法子）に年不詳4月10日付で送った書状では、信賀が備中高松城で切腹したため、せめて子の光久には褒美を与えようと内心考えていた所、光久が死去してしまい無念であると述べられている。